# Corythopis
Corythopis, foi um género de ave da família Tyrannidae.
Este género contém as seguintes espécies:
- Corythopis torquatus
- Corythopis delalandiReferências

1. ↑  «ITIS Standard Report Page: Corythopis». www.itis.gov. Consultado em 5 de maio de 2018